# EHF-Europapokal der Pokalsieger der Frauen 2010/11
Am EHF-Europapokal der Pokalsieger 2010/11 nahmen 41 Handball-Vereinsmannschaften teil, die sich in der vorangegangenen Saison in ihren Heimatländern im Pokalwettbewerb für den Wettbewerb qualifiziert hatten oder aus der Champions League 10/11 ausgeschieden waren. Es war die 36. Austragung des EHF-Europapokal der Pokalsieger-wettbewerbs. Die Pokalspiele begannen am 16. Oktober 2010, das Rückrundenfinale fand am 15. Mai 2011 statt. Titelverteidiger des EHF-Pokals war der montenegrinische Verein ŽRK Budućnost Podgorica. Der Titelgewinner in der Saison war der ungarische Verein Ferencvarosi Torna Club.

## Runde 2
Es nahmen 10 Teams, die sich vorher für den Wettbewerb qualifiziert hatten, teil.

Die Auslosung der 2. Runde fand am 27. Juli 2010 um 11:00 Uhr (UTC+2) in Wien statt.

Die Hinspiele fanden am 14./16./17./23. Oktober 2010 statt. Die Rückspiele fanden am 16./17./23./24. Oktober 2010 statt.

### Qualifizierte Teams
| Topf 1: - LC Brühl Handball - ASD HC Sassari - SPE Strovolos - Lugi - HPC "Arkatron" | Topf 2: - Madeira Andebol SAD - HB Sint-Truiden - Bney Herzeliya - Fram - HC "SSSNo2" Chișinău |

### Ausgeloste Spiele & Ergebnisse
| Mannschaft 1        | Mannschaft 2         | Hinspiel             | Rückspiel            | Gesamt  |
| ------------------- | -------------------- | -------------------- | -------------------- | ------- |
| HPC "Arkatron"      | HC "SSSNo2" Chișinău | 16.10. Sa. 17:00 Uhr | 17.10. So. 16:00 Uhr | 92 : 34 |
| HPC "Arkatron"      | HC "SSSNo2" Chișinău | 51 : 11 (22 : 03)    | 41 : 23 (16 : 13)    | 92 : 34 |
| HPC "Arkatron"      | HC "SSSNo2" Chișinău | 300 Zuschauer        | 200 Zuschauer        | 92 : 34 |
| Fram                | LC Brühl Handball    | 23.10. Sa. 17:30 Uhr | 24.10. So. 17:30 Uhr | 57 : 50 |
| Fram                | LC Brühl Handball    | 26 : 25 (14 : 10)    | 31 : 25 (16 : 12)    | 57 : 50 |
| Fram                | LC Brühl Handball    | 700 Zuschauer        | 700 Zuschauer        | 57 : 50 |
| Madeira Andebol SAD | SPE Strovolos        | 16.10. Sa. 17:00 Uhr | 23.10. Sa. 18:00 Uhr | 63 : 45 |
| Madeira Andebol SAD | SPE Strovolos        | 30 : 19 (16 : 09)    | 33 : 26 (17 : 13)    | 63 : 45 |
| Madeira Andebol SAD | SPE Strovolos        | 400 Zuschauer        | 200 Zuschauer        | 63 : 45 |
| Lugi                | HB Sint-Truiden      | 17.10. So. 15:30 Uhr | 24.10. So. 15:00 Uhr | 70 : 34 |
| Lugi                | HB Sint-Truiden      | 37 : 16 (17 : 09)    | 33 : 18 (13 : 09)    | 70 : 34 |
| Lugi                | HB Sint-Truiden      | 500 Zuschauer        | 200 Zuschauer        | 70 : 34 |
| ASD HC Sassari      | Bney Herzeliya       | 14.10. Do. 20:00 Uhr | 16.10. Sa. 19:00 Uhr | 72 : 55 |
| ASD HC Sassari      | Bney Herzeliya       | 38 : 29 (15 : 13)    | 34 : 26 (15 : 17)    | 72 : 55 |
| ASD HC Sassari      | Bney Herzeliya       | 400 Zuschauer        | 300 Zuschauer        | 72 : 55 |

## Runde 3
Es nahmen die 5 Sieger der 1. Runde und 19 Teams, die sich vorher für den Wettbewerb qualifiziert hatten, teil.

Die Auslosung der 3. Runde fand am 27. Juli 2010 um 11:00 Uhr (UTC+1) in Wien statt.

Die Hinspiele fanden am 13./14./19./20. November 2010 statt. Die Rückspiele fanden am 20./21. November 2010 statt.

### Qualifizierte Teams
| Topf 1: - WHC Biseri - HSG Blomberg-Lippe - FIF Copenhagen - C.S. Tomis Constanța - Tertnes Bergen - C.B. Mar Alicante - Ferencvarosi Torna Club - ZRK "Knjaz Miloš" - Metz Handball - Rostov-Don - HC Lokomotiva Zagreb - Podatkova University | Topf 2: - HK Gabor Banovce - Üsküdar Belediyesi SK - MKS "Zaglebie" Lubin - KHF Kastrioti - Huyser E en O - O.F. Neas Ionias - SSV "VEG" Dornbirn Schoren - ASD HC Sassari (Sieger 2. Runde) - Lugi (Sieger 2. Runde) - HPC "Arkatron" (Sieger 2. Runde) - Madeira Andebol SAD (Sieger 2. Runde) - Fram (Sieger 2. Runde) |

### Ausgeloste Spiele & Ergebnisse
| Mannschaft 1               | Mannschaft 2            | Hinspiel             | Rückspiel            | Gesamt  |
| -------------------------- | ----------------------- | -------------------- | -------------------- | ------- |
| ZRK "Knjaz Miloš"          | KHF Kastrioti           | 20.11. Sa. 14:00 Uhr | 21.11. So. 13:00 Uhr | 81 : 53 |
| ZRK "Knjaz Miloš"          | KHF Kastrioti           | 47 : 24 (21 : 15)    | 34 : 29 (21 : 13)    | 81 : 53 |
| ZRK "Knjaz Miloš"          | KHF Kastrioti           | -.--- Zuschauer      | -.--- Zuschauer      | 81 : 53 |
| Üsküdar Belediyesi SK      | Tertnes Bergen          | 14.11. So. 17:00 Uhr | 20.11. Sa. 18:00 Uhr | 56 : 68 |
| Üsküdar Belediyesi SK      | Tertnes Bergen          | 32 : 34 (13 : 19)    | 24 : 34 (12 : 17)    | 56 : 68 |
| Üsküdar Belediyesi SK      | Tertnes Bergen          | 400 Zuschauer        | 500 Zuschauer        | 56 : 68 |
| HK Gabor Banovce           | Ferencvarosi Torna Club | 13.11. Sa. 18:00 Uhr | 21.11. So. 17:00 Uhr | 52 : 85 |
| HK Gabor Banovce           | Ferencvarosi Torna Club | 26 : 32 (12 : 20)    | 26 : 53 (13 : 29)    | 52 : 85 |
| HK Gabor Banovce           | Ferencvarosi Torna Club | 500 Zuschauer        | -.--- Zuschauer      | 52 : 85 |
| HC Lokomotiva Zagreb       | Huyser E en O           | 19.11. Fr. 18:30 Uhr | 20.11. Sa. 19:00 Uhr | 49 : 31 |
| HC Lokomotiva Zagreb       | Huyser E en O           | 20 : 15 (11 : 09)    | 29 : 16 (14 : 08)    | 49 : 31 |
| HC Lokomotiva Zagreb       | Huyser E en O           | 200 Zuschauer        | 200 Zuschauer        | 49 : 31 |
| Lugi                       | WHC Biseri              | 19.11. Fr. 17:00 Uhr | 21.11. Sa. 17:00 Uhr | 52 : 47 |
| Lugi                       | WHC Biseri              | 28 : 30 (15 : 15)    | 24 : 17 (09 : 08)    | 52 : 47 |
| Lugi                       | WHC Biseri              | 800 Zuschauer        | 800 Zuschauer        | 52 : 47 |
| Madeira Andebol SAD        | C.S. Tomis Constanța    | 13.11. Sa. 16:00 Uhr | 21.11. So. 11:00 Uhr | 45 : 51 |
| Madeira Andebol SAD        | C.S. Tomis Constanța    | 27 : 27 (14 : 13)    | 18 : 24 (08 : 14)    | 45 : 51 |
| Madeira Andebol SAD        | C.S. Tomis Constanța    | 500 Zuschauer        | 900 Zuschauer        | 45 : 51 |
| HPC "Arkatron"             | HSG Blomberg-Lippe      | 20.11. Sa. 17:00 Uhr | 21.11. So. 16:00 Uhr | 55 : 72 |
| HPC "Arkatron"             | HSG Blomberg-Lippe      | 27 : 36 (14 : 17)    | 28 : 36 (16 : 16)    | 55 : 72 |
| HPC "Arkatron"             | HSG Blomberg-Lippe      | 500 Zuschauer        | 500 Zuschauer        | 55 : 72 |
| ASD HC Sassari             | Rostov-Don              | 14.11. So. 18:00 Uhr | 20.11. Sa. 17:00 Uhr | 57 : 67 |
| ASD HC Sassari             | Rostov-Don              | 26 : 32 (13 : 13)    | 31 : 35 (15 : 14)    | 57 : 67 |
| ASD HC Sassari             | Rostov-Don              | 1.000 Zuschauer      | 2.000 Zuschauer      | 57 : 67 |
| Fram                       | Podatkova University    | 20.11. Sa. 19:00 Uhr | 21.11. So. 19:00 Uhr | 67 : 45 |
| Fram                       | Podatkova University    | 36 : 21 (22 : 08)    | 31 : 24 (13 : 11)    | 67 : 45 |
| Fram                       | Podatkova University    | 300 Zuschauer        | 300 Zuschauer        | 67 : 45 |
| MKS "Zaglebie" Lubin       | C.B. Mar Alicante       | 13.11. Sa. 17:00 Uhr | 21.11. So. 13:00 Uhr | 52 : 55 |
| MKS "Zaglebie" Lubin       | C.B. Mar Alicante       | 30 : 28 (13 : 13)    | 22 : 27 (09 : 15)    | 52 : 55 |
| MKS "Zaglebie" Lubin       | C.B. Mar Alicante       | 500 Zuschauer        | 600 Zuschauer        | 52 : 55 |
| SSV "VEG" Dornbirn Schoren | FIF Copenhagen          | 13.11. Sa. 19:00 Uhr | 20.11. Sa. 13:30 Uhr | 33 : 84 |
| SSV "VEG" Dornbirn Schoren | FIF Copenhagen          | 20 : 37 (07 : 17)    | 13 : 47 (07 : 26)    | 33 : 84 |
| SSV "VEG" Dornbirn Schoren | FIF Copenhagen          | 700 Zuschauer        | 200 Zuschauer        | 33 : 84 |
| O.F. Neas Ionias           | Metz Handball           | 19.11. Fr. 20:30 Uhr | 21.11. So. 17:00 Uhr | 37 : 64 |
| O.F. Neas Ionias           | Metz Handball           | 18 : 33 (08 : 16)    | 19 : 31 (08 : 15)    | 37 : 64 |
| O.F. Neas Ionias           | Metz Handball           | 1.100 Zuschauer      | 2.300 Zuschauer      | 37 : 64 |

## Achtelfinale
Es nahmen die 12 Sieger der 3. Runde und die vier 3. der Champions League 10/11 Gruppenphase teil.

Die Auslosung des Achtelfinales fand am 23. November 2010 um 11:00 Uhr (UTC+2) in Wien statt.

Die Hinspiele fanden am 4./5./6./11. Februar 2011 statt. Die Rückspiele fanden am 5./6./12./13. Februar 2011 statt.

### Qualifizierte Teams
| - Viborg HK (3. CL GP Gruppe A) - Hypo Niederösterreich (3. CL GP Gruppe B) - Toulon Saint Cyr Var HB (3. CL GP Gruppe C) - Swesda (3. CL GP Gruppe D) - HSG Blomberg-Lippe (Sieger 3. Runde) - FIF Copenhagen (Sieger 3. Runde) - C.S. Tomis Constanța (Sieger 3. Runde) - Tertnes Bergen (Sieger 3. Runde) | - C.B. Mar Alicante (Sieger 3. Runde) - Ferencvarosi Torna Club (Sieger 3. Runde) - ZRK "Knjaz Miloš" (Sieger 3. Runde) - Metz Handball (Sieger 3. Runde) - Rostov-Don (Sieger 3. Runde) - HC Lokomotiva Zagreb (Sieger 3. Runde) - Lugi (Sieger 3. Runde) - Fram (Sieger 3. Runde) |

### Ausgeloste Spiele & Ergebnisse
| Mannschaft 1         | Mannschaft 2            | Hinspiel             | Rückspiel            | Gesamt   |
| -------------------- | ----------------------- | -------------------- | -------------------- | -------- |
| Lugi                 | Tertnes Bergen          | 04.02. Fr. 19:00 Uhr | 12.02. Sa. 17:15 Uhr | 50 : 48  |
| Lugi                 | Tertnes Bergen          | 27 : 18 (10 : 08)    | 23 : 30 (12 : 16)    | 50 : 48  |
| Lugi                 | Tertnes Bergen          | 800 Zuschauer        | 500 Zuschauer        | 50 : 48  |
| HSG Blomberg-Lippe   | Fram                    | 04.02. Fr. 19:00 Uhr | 05.02. Sa. 16:00 Uhr | 56 : 53  |
| HSG Blomberg-Lippe   | Fram                    | 26 : 24 (18 : 12)    | 30 : 29 (13 : 15)    | 56 : 53  |
| HSG Blomberg-Lippe   | Fram                    | 300 Zuschauer        | 500 Zuschauer        | 56 : 53  |
| Metz Handball        | Hypo Niederösterreich   | 06.02. So. 17:00 Uhr | 13.02. So. 17:00 Uhr | 57 : 51  |
| Metz Handball        | Hypo Niederösterreich   | 27 : 22 (11 : 07)    | 30 : 29 (16 : 16)    | 57 : 51  |
| Metz Handball        | Hypo Niederösterreich   | 4.500 Zuschauer      | 700 Zuschauer        | 57 : 51  |
| HC Lokomotiva Zagreb | Swesda                  | 05.02. Sa. 17:00 Uhr | 06.02. So. 17:00 Uhr | 49 : 64  |
| HC Lokomotiva Zagreb | Swesda                  | 23 : 30 (13 : 15)    | 26 : 34 (15 : 16)    | 49 : 64  |
| HC Lokomotiva Zagreb | Swesda                  | 1.000 Zuschauer      | 1.000 Zuschauer      | 49 : 64  |
| C.S. Tomis Constanța | Rostov-Don              | 04.02. Fr. 18:00 Uhr | 05.02. Sa. 17:00 Uhr | 53 : 68  |
| C.S. Tomis Constanța | Rostov-Don              | 25 : 38 (10 : 22)    | 28 : 30 (16 : 17)    | 53 : 68  |
| C.S. Tomis Constanța | Rostov-Don              | 2.000 Zuschauer      | 1.500 Zuschauer      | 53 : 68  |
| ZRK "Knjaz Miloš"    | Toulon Saint Cyr Var HB | 11.02. Fr. 20:30 Uhr | 13.02. So. 16:30 Uhr | 49 : 79  |
| ZRK "Knjaz Miloš"    | Toulon Saint Cyr Var HB | 23 : 43 (12 : 22)    | 26 : 36 (14 : 16)    | 49 : 79  |
| ZRK "Knjaz Miloš"    | Toulon Saint Cyr Var HB | 2.000 Zuschauer      | 2.200 Zuschauer      | 49 : 79  |
| Viborg HK            | Ferencvarosi Torna Club | 05.02. Sa. 15:00 Uhr | 12.02. Sa. 18:00 Uhr | 66 : 66* |
| Viborg HK            | Ferencvarosi Torna Club | 34 : 33 (19 : 18)    | 32 : 33 (18 : 15)    | 66 : 66* |
| Viborg HK            | Ferencvarosi Torna Club | 1.700 Zuschauer      | 1.000 Zuschauer      | 66 : 66* |
| FIF Copenhagen       | C.B. Mar Alicante       | 05.02. Sa. 15:00 Uhr | 13.02. So. 12:30 Uhr | 53 : 59  |
| FIF Copenhagen       | C.B. Mar Alicante       | 27 : 24 (16 : 10)    | 26 : 35 (09 : 14)    | 53 : 59  |
| FIF Copenhagen       | C.B. Mar Alicante       | 200 Zuschauer        | 1.500 Zuschauer      | 53 : 59  |

* Ferencvarosi Torna Club qualifizierte sich aufgrund der Auswärtstorregel für die nächste Runde.

## Viertelfinale
Es nahmen die 8 Sieger aus dem Achtelfinale teil.

Die Auslosung des Viertelfinales fand am 15. Februar 2011 um 11:00 Uhr (UTC+2) in Wien statt.

Die Hinspiele fanden am 13./18. März 2011 statt. Die Rückspiele fanden am 19./20. März 2011 statt.

### Qualifizierte Teams
| - Toulon Saint Cyr Var HB - Swesda - HSG Blomberg-Lippe - C.B. Mar Alicante | - Ferencvarosi Torna Club - Metz Handball - Rostov-Don - Lugi |

### Ausgeloste Spiele & Ergebnisse
| Mannschaft 1            | Mannschaft 2            | Hinspiel             | Rückspiel            | Gesamt  |
| ----------------------- | ----------------------- | -------------------- | -------------------- | ------- |
| Lugi                    | HSG Blomberg-Lippe      | 18.03. Fr. 19:00 Uhr | 19.03. Sa. 16:00 Uhr | 56 : 54 |
| Lugi                    | HSG Blomberg-Lippe      | 24 : 29 (14 : 14)    | 32 : 25 (17 : 14)    | 56 : 54 |
| Lugi                    | HSG Blomberg-Lippe      | 1.300 Zuschauer      | 500 Zuschauer        | 56 : 54 |
| C.B. Mar Alicante       | Rostov-Don              | 13.03. So. 12:30 Uhr | 20.03. So. 17:00 Uhr | 45 : 43 |
| C.B. Mar Alicante       | Rostov-Don              | 24 : 22 (14 : 11)    | 21 : 21 (13 : 10)    | 45 : 43 |
| C.B. Mar Alicante       | Rostov-Don              | 1.000 Zuschauer      | 1.400 Zuschauer      | 45 : 43 |
| Toulon Saint Cyr Var HB | Ferencvarosi Torna Club | 13.03. So. 18:00 Uhr | 19.03. Sa. 20:15 Uhr | 50 : 60 |
| Toulon Saint Cyr Var HB | Ferencvarosi Torna Club | 24 : 23 (16 : 14)    | 26 : 37 (13 : 19)    | 50 : 60 |
| Toulon Saint Cyr Var HB | Ferencvarosi Torna Club | 2.500 Zuschauer      | 1.200 Zuschauer      | 50 : 60 |
| Swesda                  | Metz Handball           | 13.03. So. 17:00 Uhr | 19.03. Sa. 19:30 Uhr | 55 : 57 |
| Swesda                  | Metz Handball           | 26 : 29 (12 : 17)    | 29 : 28 (16 : 17)    | 55 : 57 |
| Swesda                  | Metz Handball           | 1.000 Zuschauer      | 4.500 Zuschauer      | 55 : 57 |

## Halbfinale
Es nahmen die 4 Sieger aus dem Viertelfinale teil.

Die Auslosung des Halbfinales fand am 22. März 2011 um 11:00 Uhr (UTC+2) in Wien statt.

Die Hinspiele fanden am 9./10. April 2011 statt. Die Rückspiele fanden am 16./17. April 2011 statt.

### Qualifizierte Teams
| - C.B. Mar Alicante - Ferencvarosi Torna Club | - Metz Handball - Lugi |

### Ausgeloste Spiele & Ergebnisse
| Mannschaft 1  | Mannschaft 2            | Hinspiel             | Rückspiel            | Gesamt  |
| ------------- | ----------------------- | -------------------- | -------------------- | ------- |
| Metz Handball | Ferencvarosi Torna Club | 10.04. So. 17:30 Uhr | 17.04. So. 14:30 Uhr | 56 : 58 |
| Metz Handball | Ferencvarosi Torna Club | 27 : 31 (12 : 17)    | 29 : 27 (13 : 14)    | 56 : 58 |
| Metz Handball | Ferencvarosi Torna Club | 4.800 Zuschauer      | 1.200 Zuschauer      | 56 : 58 |
| Lugi          | C.B. Mar Alicante       | 09.04. Sa. 19:30 Uhr | 16.04. Sa. 20:00 Uhr | 46 : 50 |
| Lugi          | C.B. Mar Alicante       | 24 : 22 (11 : 10)    | 22 : 28 (09 : 11)    | 46 : 50 |
| Lugi          | C.B. Mar Alicante       | 800 Zuschauer        | 1.200 Zuschauer      | 46 : 50 |

## Finale
Es nahmen die 2 Sieger aus dem Halbfinale teil.

Die Auslosung des Finales fand am 19. April 2011 um 11:00 Uhr (UTC+2) in Wien statt.

Das Hinspiel fand am 8. Mai 2011 statt. Das Rückspiel fand am 15. Mai 2011 statt.

### Qualifizierte Teams
| - C.B. Mar Alicante - Ferencvarosi Torna Club |

### Ausgeloste Spiele & Ergebnisse
| Mannschaft 1            | Mannschaft 2      | Hinspiel             | Rückspiel            | Gesamt  |
| ----------------------- | ----------------- | -------------------- | -------------------- | ------- |
| Ferencvarosi Torna Club | C.B. Mar Alicante | 08.05. So. 15:00 Uhr | 15.05. So. 12:30 Uhr | 57 : 52 |
| Ferencvarosi Torna Club | C.B. Mar Alicante | 34 : 29 (17 : 12)    | 23 : 23 (11 : 10)    | 57 : 52 |

### Hinspiel
Ferencvarosi Torna Club - C.B. Mar Alicante  34 : 29 (17 : 12)
8. Mai 2011 in Dabas, Dabas-Diego Sportcsarnok, 2.500 Zuschauer.
Ferencvarosi Torna Club: Abramovich, Pastrovics - Barabasne Trufan (7), Kovacsicz  (6), Szamoransky  (6), Szucsánszki   (6), Zácsik  (5), Szadvari (3), Szamoransky (1), Balogh, Bari Nagy, Nemeth, Szarka, Tomori
C.B. Mar Alicante: Maestro Sanz, Pradel - Ortuno Torrico (14), De Sousa   (4), Jovovic (3), Tobiasen (3), Garcia del Castillo (2), Nunez Nistal   (2), Cracium   (1), Barrios Garcia , Bernataviciute, Demoniere, Ortuno Torrico, San Isidro Dura
Schiedsrichter:  Andrei Gousko & Siarhei Repkin
Quelle: Spielbericht

### Rückspiel
C.B. Mar Alicante - Ferencvarosi Torna Club  23 : 23 (10 : 11)
15. Mai 2011 in Alicante, Pabellon Municipal Pitiu Rochel, 2.400 Zuschauer.
C.B. Mar Alicante: Maestro Sanz, Pradel - Ortuno Torrico (8), Bernataviciute (5), Tobiasen  (3), Cracium (2), De Sousa   (2), Jovovic (2), Nunez Nistal  (1), Barrios Garcia, Demoniere, Garcia del Castillo, Ortuno Torrico, San Isidro Dura
Ferencvarosi Torna Club: Abramovich, Pastrovics - Tomori  (7), Kovacsicz  (5), Szucsánszki  (5), Barabasne Trufan (2), Szamoransky (2), Szarka (1), Zácsik  (1), Balogh, Bari Nagy, Nemeth, Szadvari , Szamoransky,  
Schiedsrichter:  Tomo Vodopivec & Robert Krasna
Quelle: Spielbericht